# فريدريك دبليو. سيوارد
فريدريك دبليو. سيوارد هو محامي وسياسي أمريكي، ولد في 8 يوليو 1830 في أوبورن في الولايات المتحدة، وتوفي في 25 أبريل 1915 في نيويورك في الولايات المتحدة. نشط حزبياً في الحزب الجمهوري. وقد انتخب عضو جمعية ولاية نيويورك ‏.

## انظر ايضا
يوم سيوارد
صفقة ألاسكا